# Wingmore
Wingmore – wieś w Anglii, w hrabstwie Kent, w dystrykcie Folkestone and Hythe. Leży 44 km na wschód od miasta Maidstone i 95 km na południowy wschód od centrum Londynu.